# Der Lebenslauf der Liebe
Der Lebenslauf der Liebe ist ein 2001 erschienener Roman von Martin Walser.

## Inhalt
Die äußere Handlung des Romans reicht von 1987 bis Silvester 1999. Protagonistin ist Susi Gern, geborene Fahrenhold, Ehefrau des als Wirtschaftsjurist reich gewordenen Düsseldorfer Anwalts Edmund Alexander Gern. Das Paar hat zwei Kinder, den Bankkaufmann Andreas und die geistig behinderte Conny. Edmund lebt eine ausufernde Sexualität mit mehreren festen Geliebten, Prostituierten und unzähligen Fremden aus; Susi versteht sich dagegen als zutiefst monogam. Da sie Edmund nicht für sich haben kann, hat auch sie wechselnde Liebhaber. Beide leben ihre Affären offen voreinander, wobei Susis stete Hoffnung ist, dass Edmund irgendwann zur Ruhe und damit ganz zurück zu ihr kommen möge.
Über die gesamte Handlung hinweg vollziehen sich verschiedene Entwicklungen, die sich als Niedergang oder Verfall beschreiben lassen. Zunächst einmal fällt das Vermögen der Gerns von etwa 7,5 Mio. DM einer Fehlspekulation Edmunds im Zusammenhang mit dem Börsencrash von 1987 zum Opfer. Am Anfang des Romans leben Susi und Edmund in einem riesigen Stadtpenthouse, besitzen mehrere andere Anwesen, Luxusautos und wertvolle Kunstwerke; an seinem Ende lebt Susi mit Millionenschulden in einer 60-Quadratmeter-Wohnung von Sozialhilfe. Edmund erkrankt zudem an der Parkinson-Krankheit, die ihn stark einschränkt. Durch ein Prostataleiden, das er sich weigert behandeln zu lassen, wird er außerdem schwer inkontinent. Sogar seine unersättliche Sexualität leidet, zum Schluss beschränkt er sich darauf, mit seinen Geliebten Pornofilme anzuschauen. Auch Susi fällt es immer schwerer, sich selbst zu befriedigen, ihr Körper altert, so dass sie gegen Ende des Romans schon fest beschlossen hat, sich Schönheitsoperationen zu unterziehen.
Conny, der Susi über Jahre regelmäßig durch Reisen und heimlich subventionierte Praktika Abwechslung verschafft hat, kann mangels Geldes immer weniger davon abgelenkt werden, dass sie auf Grund ihrer Behinderung nie einen gewöhnlichen Beruf und nur schwer einen Partner finden wird. Sie findet zunehmend stumpfsinnige Beschäftigungen und nimmt extrem zu. Andreas, der unter dem Terror seiner psychisch kranken Frau Ksenija leidet, die sich irgendwann umbringt, wird vom leitenden Bankangestellten über den selbstständigen Anlageberater, der bei Steuerhinterziehungen behilflich ist, zum Zuhälter und wandert schlussendlich nach Südamerika aus, um vor den ihn verfolgenden kriminellen Gläubigern zu fliehen.
Susi Gern gibt nicht auf und findet auch im Kleinen ihr – spätes – Glück. Sie verliebt sich in den 39 Jahre jüngeren marokkanischen Studenten Khalil und heiratet ihn schließlich.

## Rezeption
Der Roman wurde in den großen deutschsprachigen Feuilletons überwiegend wohlwollend besprochen, allerdings wurde Walsers Stil mehrfach als unnötig ausführlich kritisiert; sein Hang zur Wiederholung tendiere zur Geschwätzigkeit.

## Ausgaben
- Der Lebenslauf der Liebe. Suhrkamp Verlag, Frankfurt am Main 2001, ISBN 3-518-41270-1.
- Der Lebenslauf der Liebe. Gelesen vom Autor (10 CDs). Der Hörverlag, München 2002, ISBN 3-89584-589-2.
- Der Lebenslauf der Liebe. Suhrkamp Verlag, Frankfurt am Main 2003, ISBN 3-518-45539-7. (Suhrkamp-Taschenbuch, 3539)
- Der Lebenslauf der Liebe. Sonderausgabe, Suhrkamp Verlag, Frankfurt am Main 2003, ISBN 3-518-41384-8.